# أندرو باترسون
أندرو باترسون (4 سبتمبر 1975 - )  (بالإنجليزية: Andrew Patterson)‏ هو لاعب كريكت بريطاني. شارك في دورة ألعاب الكومنولث 1998.